# Кэмпбелл, Эпси
Эпси Кэмпбелл Барр (исп. Epsy Campbell Barr; род. 4 июля 1963, Сан-Хосе, Коста-Рика) — коста-риканский политический деятель и экономист, первый вице-президент Коста-Рики с 8 мая 2018 года по 8 мая 2022 года при президенте Карлосе Альварадо Кесаде. Первая женщина африканского происхождения, ставшая вице-президентом в Коста-Рике и вторая (после Виолы Бёрнхем) — в обеих Америках. 
До 11 декабря 2018 года являлась также министром иностранных дел. Являясь одной из основателей Партии гражданского действия, ранее она баллотировалась на пост президента в 2010 и 2014 годах и избиралась депутатом Законодательного собрания.

## Биография

### Ранние годы и образование
Эпси Кэмпбелл Барр родилась в Сан-Хосе в 1963 году, а её родители Ширли Барр Эйрд и Луис Кэмпбелл Паттерсон жили в Сан-Франциско-де-Риос. Она — четвёртый ребёнок в семье из пяти дочерей и двух сыновей. Среди её сестёр известность получили также певица Саша Кэмпбелл Барр и поэтесса Ширли Кэмпбелл Барр. 
Эпси Кэмпбелл назвали в честь бабушки по отцовской линии, которая в детстве иммигрировала в Коста-Рику с Ямайки. Её афро-коста-риканские деды въехали в страну в начале XX века работать на строительстве первых железных дорог страны. 
Эпси вышла замуж в молодом возрасте и стала матерью, когда только начинала учиться в университете. У неё двое дочерей — Нарда и Таниша.
Училась в начальной школе Лас-Гравилиаса, школе имени Рикардо Хименеса Оримуно, Свободном коста-риканском лицее и Высшем колледже для девушек. Занималась на флейте и саксофоне в Молодёжном симфоническом оркестре с 1976 по 1983 год.
Высшее образование Эпси Кэмпбелл началось в Университете Коста-Рики, а затем продолжилось в региональном кампусе в провинции Лимон, где училась и работала одновременно. Прожила на Карибах в течение десяти лет, а затем вернулась в Сан-Хосе, где в 1998 году окончила экономический факультет Латинского университета Коста-Рики. Она также получила степень магистра от Фонда культурных и социальных наук Испании в 2008 году. 
Будучи исследовательницей и активисткой защиты прав женщин и лиц африканского происхождения, она пошла в политику.

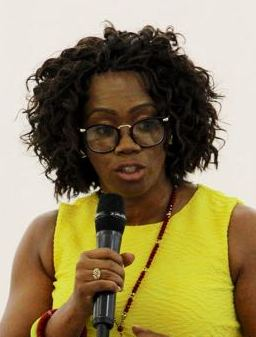
Эпси Кэмпбелл в 2017 году

### Организации
Эпси Кэмпбелл возглавляла такие организации, как Центр по делам женщин африканского происхождения, Альянс лидеров африканского происхождения в Латинской Америке и Карибском бассейне, Чёрный парламент Северной и Южной Америки. 
Участвовала в нескольких конференциях и встречах по всему миру, в том числе в четвёртой Всемирной конференции по положению женщин в Пекине, в III Всемирной конференции по борьбе с расизмом в Дурбане (Южная Африка), во Всемирной конференции по окружающей среде Эко-92 в Рио-де-Жанейро (Бразилия) и в первой встрече чернокожих женщин Латинской Америки и Карибского бассейна, состоявшейся в Санто-Доминго (Доминиканская Республика). Она была координатором Женского форума по центральноамериканской интеграции Сети афро-карибских и афро-латиноамериканских женщин, а также организатором второго совещания афро-карибских и афро-латиноамериканских женщин в Сан-Хосе (Коста-Рика). 
Кэмпбелл также стала членом базирующегося в Вашингтоне института «Межамериканский диалог». Кэмпбелл пишет книги и статьи на такие темы, как демократия, равенство, социальное развитие, инклюзивность, сексизм, расизм, участие в политической и экономической жизни женщин и лиц африканского происхождения.

### Политическая деятельность

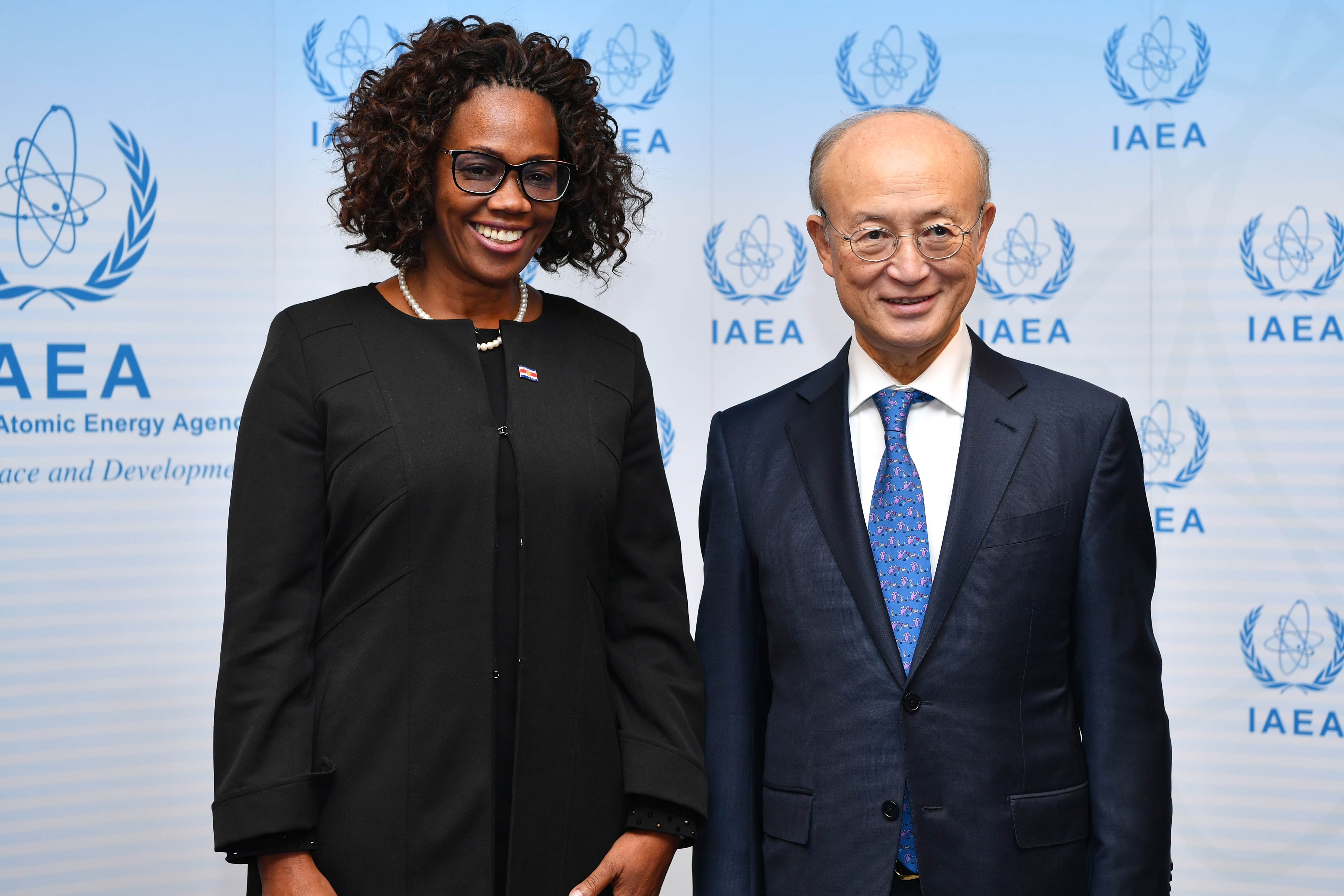
Эпси Кэмпбелл и генеральный директор МАГАТЭ Юкия Амано в 2018 году

Кэмпбелл Барр была среди создателей левоцентристской (социал-демократической и христианско-социалистической) Партии гражданского действия, которую возглавляла с февраля 2005 года по февраль 2009 года. Она также была депутатом от партии в национальном парламенте с 2002 по 2006 год, возглавляя её парламентскую фракцию в 2003—2005 годах. В 2006 году она впервые стала кандидатом в вице-президенты.
Имея за плечами прошлое депутата и кандидата на пост вице-президента в 2006 году, Кэмпбелл собиралась выдвигаться от своей партии на президентских выборах 2010 и 2014 года, колеся по стране с лозунгами борьбы с коррупцией и подотчётности. По состоянию на февраль 2013 года она была самым популярным кандидатом от оппозиции, однако за выдвижение от ПГД в 2014 году боролись ещё три кандидата: Хуан Карлос Мендоса, Рональд Солис Боланьос и Луис Гильермо Солис, — и в итоге Кэмпбелл выбыла из гонки в пользу последнего, в итоге избранного президентом в марте 2014 года.
Кэмпбелл, в свою очередь, стала депутатом от столицы страны. Избранный президентом Солис называл её имя в числе кандидатов на пост председателя Законодательного собрания, хотя в итоге должность занял Генри Мора Хименес.
Первоначально Кэмпбелл также намеревалась участвовать в президентских выборах 2018 года, но 27 марта 2017 года вышла из гонки. В итоге они вместе с Марвином Родригесом были выбраны кандидатом в президенты Карлосом Альварадо Кесадой как кандидаты в вице-президенты. Альварадо Кесада в конечном итоге вышел во второй тур и победил, а Кэмпбелл стала первым вице-президентом.